# Bryan Hearne
Bryan Hearne (Staten Island, 23 settembre 1988) è un attore statunitense.

## Biografia
Ha iniziato a recitare sin dal 2000, sia in film cinema sia nei telefilm come in All That. 
È famoso per aver recitato in Hardball del 2001 nella parte di Andree Ray Peetes, uno dei giocatori di baseball.

## Filmografia parziale
- Hardball (2001)
- Pootie Tang (2001)